# ポゴピン

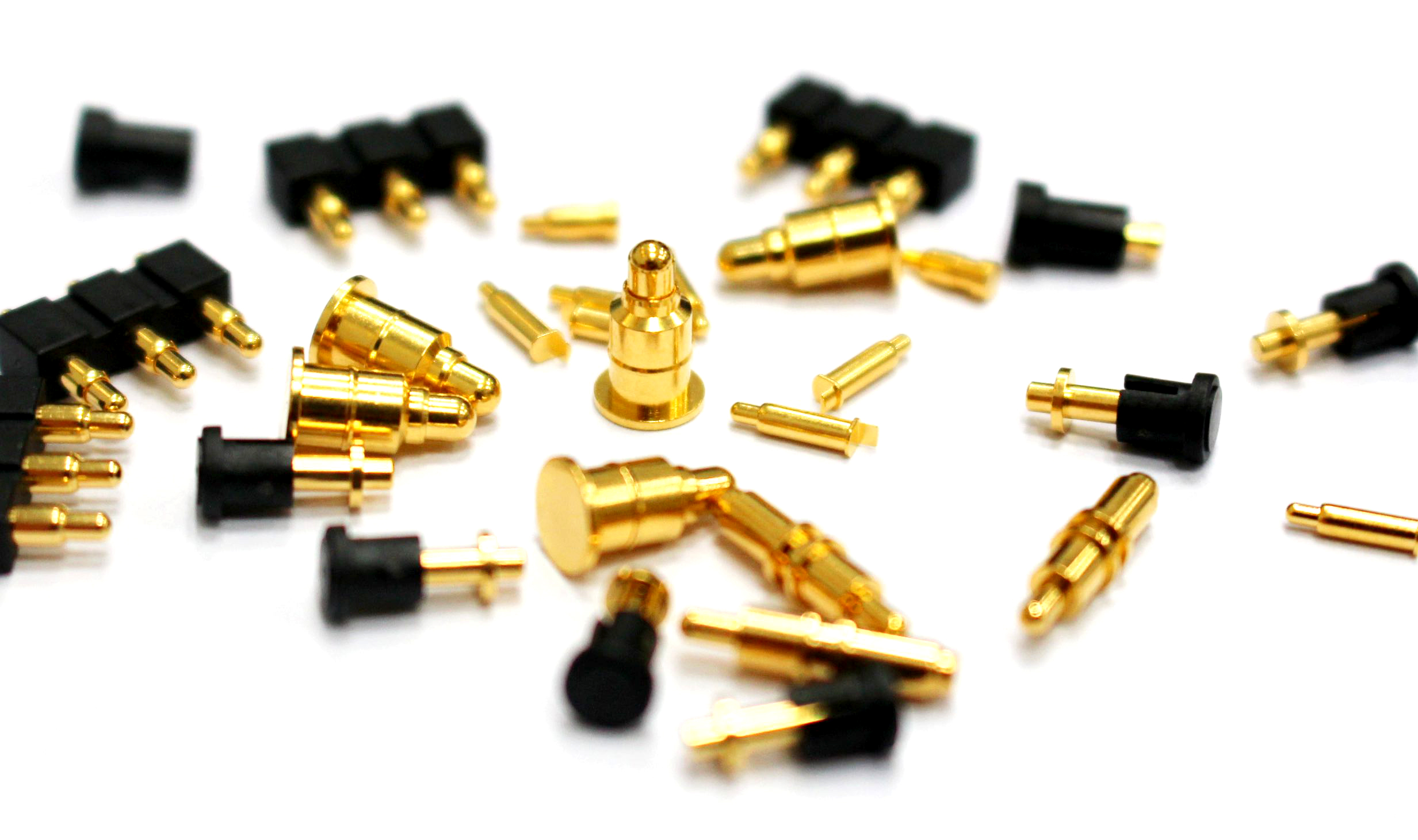
様々なポゴピン

ポゴピンの断面図。プランジャー、バレル、バネが確認できる。

ポゴピンはコネクタ機構の一種であり、現代の電子機器や電子機器試験業界で広く使用されている。他の電気接点と比べ、耐久性に優れることや、機械的な振動や衝撃に電気的な接続が強いことから採用されている。
ポゴピンの名称はピンがポゴスティック（ホッピング）と似ていることに由来している。ピン内部の巻きバネが接続されたコネクタや接点板に一定した抗力を与え、接続が断続する原因となる不要な動きを防止する。他のほとんどの方式のピン機構は片持ちばねや広がるスリーブを用いているため、この巻きバネはポゴピン独特の物である。
接続が確立されるためにはターゲットやランドと呼ばれるピンの接触先が必要である。ポゴピンのターゲットは平坦あるいは窪んだ金属面からなり、ピンとは異なり、動く部品を要しない。ターゲットは組み立てられたコネクタの中の独立した部品である場合もあれば、プリント基板の場合は単なる基板の銅箔部分である。
ポゴピンは旋盤加工やへら絞りで製造される精密部品であり、鋳型を必要としないため、少量生産の方が低コストである。

## 構造

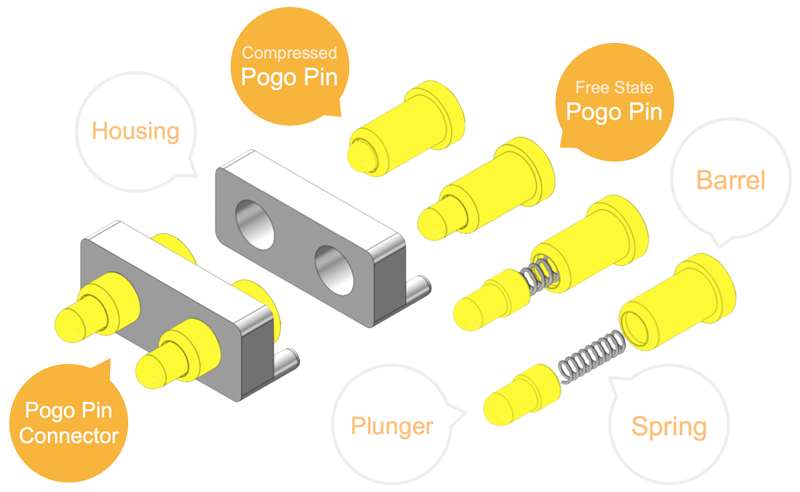
標準的なポゴピンの構成品を示す分解図

基本的なポゴピンはプランジャーとバレルとバネの3つの主要な部品からなる。ピンに力が加わると、バネが圧縮され、プランジャーがバレルの中を動く。バレルはプランジャーがバネによって飛び出さないような形状となっている。
電気接点の設計においては、コネクタがずれないようにし、接続を保つためにある程度の摩擦が必要である。しかしながら、大きな摩擦は接点のばねやハウジングのストレスや摩耗を増加させるため望ましくない。このため、典型的には1ニュートンほどの抗力がこの摩擦を生み出すために必要である。プランジャーとバレルの間には動きやすくするための小さな隙間が存在するため、振動や動きがある際には断続的な切断が発生する。これに対処するため、プランジャーには通常、小さな傾きが存在する。
多くのメーカーはこの設計への独自のバリエーションを開発しており、最も典型的にはプランジャーとバネとの間の構造を工夫している。例えば、プランジャーとバネの間にボールを追加されたり、傾きや皿もみの付いたプランジャーが採用されている。

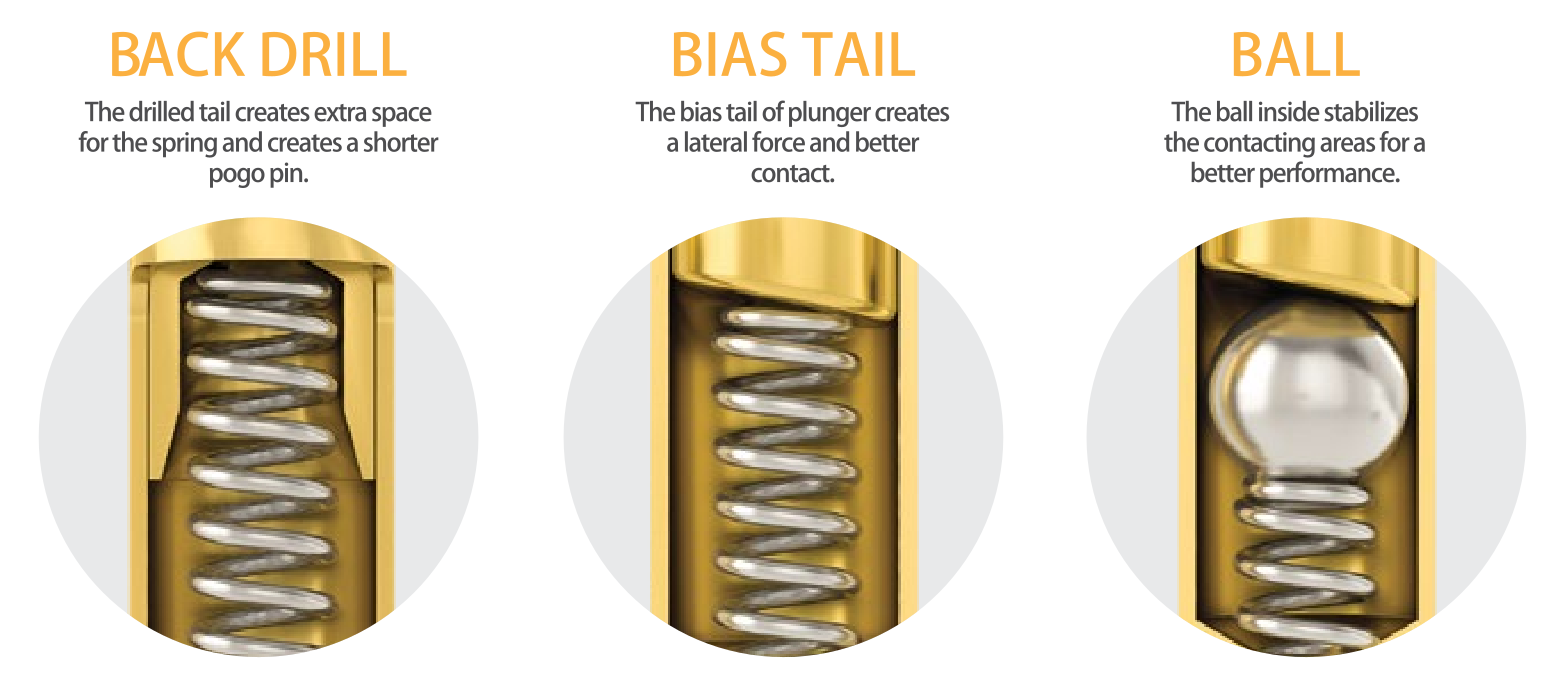
様々なポゴピンのデザイン

## 素材
ポゴピンのプランジャーとバレルには通常、真鍮や銅が用いられ、それにニッケルの薄い層がメッキされる。
コネクタで通常行われるように、耐久性及び電気伝導性を改善するため、金メッキが施される場合が多い。
バネには通常、銅合金やばね鋼が用いられる。

## 用途
ポゴピンを用いたコネクタは産業用および民生向け電子機器の両方において広く使用されている：
- 基板間コネクタ（通常、恒久的な接続）
- 民生向け機器（例：スマートウォッチ、強化コンピュータ）の防塵・防水コネクタ
- ノートパソコンのバッテリ電極
- 磁石式の充電、信号コネクタ（例：ノートパソコンのドックや充電器）
- 高周波コネクタ（例：アンテナコネクタ、モニターコネクタ）
- プリント基板試験用
- 集積回路試験用[9]
- インサーキット・テスト（英語版）
- 電池試験用
- その他電子機器試験用

### ピン配置
ポゴピンがコネクタで使用される際、通常は緻密な格子状に配列される2つの電気回路の多数のノードを接続する。これらは自動試験装置でen:Bed of nails testerの形で見られ、テスト対象デバイス(DUT)に対する迅速で信頼できる接続を実現する。
ポゴピンはより恒久的な接続でも使用できる。例えば、Cray-2スーパーコンピュータで使用された。
非常に高い性能が要求される用途においてはポゴピンは多数の接続/切断のサイクルを経ても高い信頼性を維持できるだけでなく、電気信号を高精度で伝送できるよう、非常に注意深く設計される必要がある。ピンは硬い必要があり、また、高い信頼性で接続が維持できる物質（例えば金）でめっきされる必要がある。ピンのボディ内部ではプランジャーはボディと良好な電気的な接続を保ち、高い抵抗値（及び不要なインダクタンス）を有するバネを信号が通らないようにする必要がある。インピーダンス整合の必要な回路で使用されるポゴピンの設計は特に困難であり、適切な特性インピーダンスを保つために、1つの信号ピンが4～6本の接地されたピンに囲われる場合もある。

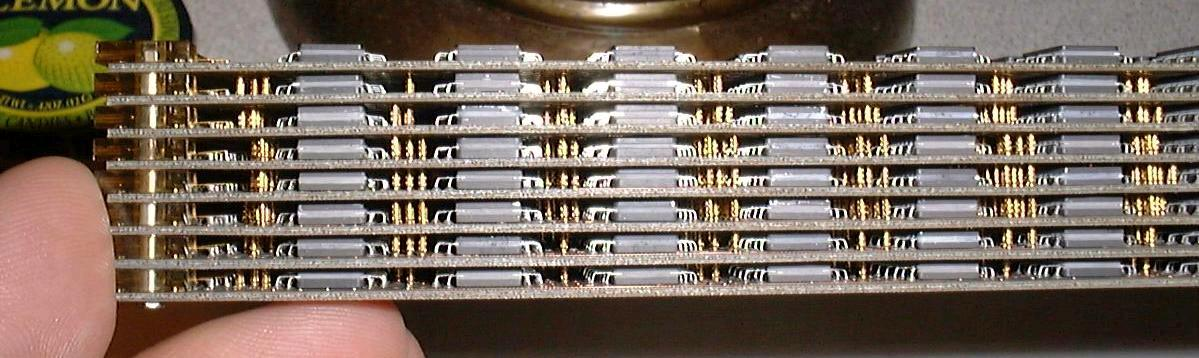
Cray-2スーパーコンピュータの論理回路モジュールを接続するポゴピン

### 磁石との組み合わせ
強力で信頼性のある接続を実現するため、ポゴピンは磁石と組み合わされることがある。この手法は2-in-1パソコンなどの民生用電子機器や高速データ転送で幅広く用いられている。有名な例の一つとしては、AppleのMagSafeコネクタが挙げられる。

### 市販品
一般名詞として使用されることが多いが、ポゴピンはEverett Charles Technologies (ECT)の登録商標である。